# Schoenus achaetus
Schoenus achaetus är en halvgräsart som först beskrevs av Tetsuo Michael Koyama, och fick sitt nu gällande namn av Tetsuo Michael Koyama. Schoenus achaetus ingår i släktet axagssläktet, och familjen halvgräs. Inga underarter finns listade i Catalogue of Life.